# Jerry Dumas
Gerald John "Jerry" Dumas (6 juni 1930 – 12 november 2016) var en amerikansk serietecknare, mest känd för sin serie Sam och Silo. Dumas var också författare, illustratör, essäist, och krönikör.
Dumas föddes i Detroit och började rita tecknade serier när han var nio år gammal. 1956 flyttade han till Greenwich, Connecticut för att arbeta för Mort Walker som skämtförfattare och illustratör på serierna Familjen Flax och Knasen.
Tillsammans med Walker skapade han Sams serie 1961. Sams serie var en unik serie, en så kallad metaserie, det vill säga en serie där figurerna vet om att de är seriefigurer. Sams serie las ned 1963 men Sam återuppstod i Sam och Silo 1977, fortfarande i samarbete med Walker. Dumas fortsatte med serien på egen hand från 1995 och framåt. 1968 samarbetade Walker och Dumas också kring serien Arken.
Dumas tilldelades Adamsonstatyetten 1985 för sitt arbete med Sam's Strip och Sam and Silo.
Han dog den 12 november 2016 vid 86 års ålder.